# Otto Neurath

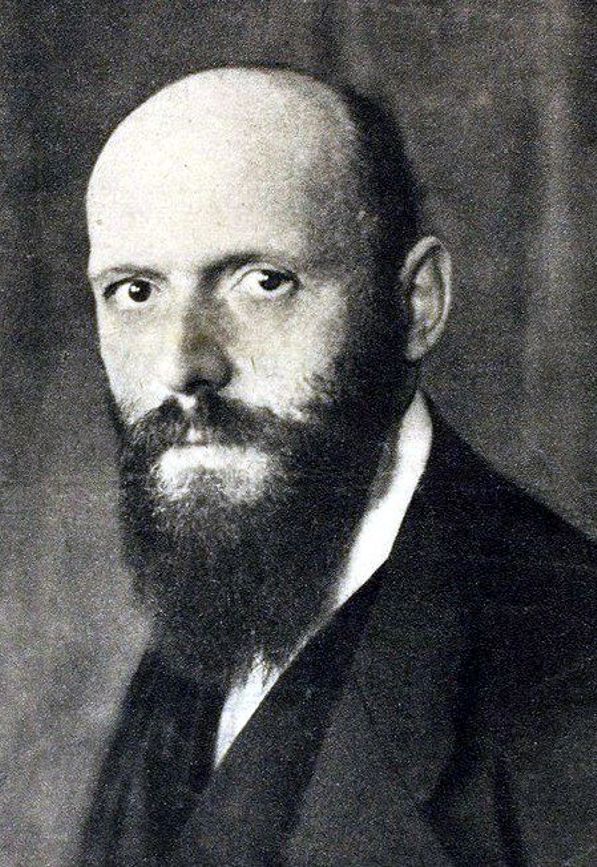
Otto Neurath in 1919

Otto Neurath (Wenen, 10 december 1882 - Oxford, 22 december 1945) was een Oostenrijks filosoof, econoom en socioloog. Hij was lid van de Wiener Kreis, een groep wetenschappers die zich rond Moritz Schlick schaarden.
Neurath werd in 1882 in Wenen geboren als zoon van Wilhelm Neurath en Gertrud Kaempfert. Hij had één broer, Wilhelm.
Otto Neurath studeerde aan de universiteiten van Wenen en Berlijn en promoveerde in 1906 in Berlijn in de National-ökonomie op een studie naar de economische aspecten van de antieke samenleving.
Neurath hield zich met name bezig met wetenschapsfilosofie en de grondslagen van kennis (epistemologie). Hij ontwikkelde een visie op kennis die coherentisme genoemd kan worden. Deze visie werd door hem in een inmiddels befaamde analogie verwoord:
We zijn als zeelieden die in een schip op de zee varen. Het is voor hen onmogelijk om de boot naar een dok te slepen en het daar te herbouwen. De zeelieden moeten al varende, zonder de boot te verlaten en plank voor plank de boot van binnenuit herbouwen en kunnen het schip nooit volledig opnieuw opbouwen. Zij moeten altijd iets op de plek houden en dat gebruiken als basis om verdere veranderingen door te voeren. Wanneer te veel tegelijkertijd wordt bewerkt, zinkt de boot..
Het schip is als het ware ons kennissysteem; de verzameling overtuigingen hoe de wereld in elkaar zit. We kunnen niet alles laten vallen, en overtuiging voor overtuiging controleren. We kunnen elke keer slechts één overtuiging onderzoeken, maar om dit te doen, moeten we andere overtuigingen op hun plaats laten. Met andere woorden: men kan theorieën onderzoeken, maar dat wordt gedaan met behulp van theorieën.

Neurath gaf met de analogie aan dat onze overtuigingen niet volledig kunnen worden gerechtvaardigd (of bewezen). Een kennissysteem is daarmee noodzakelijkerwijs onvolledig. Het zou pas volledig zijn wanneer wij in staat zouden zijn om buiten het systeem te treden, om dit objectief te kunnen beoordelen.
Neurath heeft zich tevens beziggehouden met ethiek en het marxisme, waar hij sterk door aangetrokken werd.

## Beeldstatistiek
Otto Neurath heeft zich ingespannen voor een betere wereld. Hij vond dat iedereen, en vooral de gewone man, moest kunnen begrijpen hoe de maatschappij in elkaar zit. Maar hij zag ook in dat zulke informatie voor veel mensen saai is, en moeilijk te begrijpen. Daarom heeft hij een wetenschappelijke methode ontwikkeld waarmee zulke informatie aantrekkelijker wordt en makkelijker te begrijpen: ISOTYPE (International System Of TYpographic Picture Education).

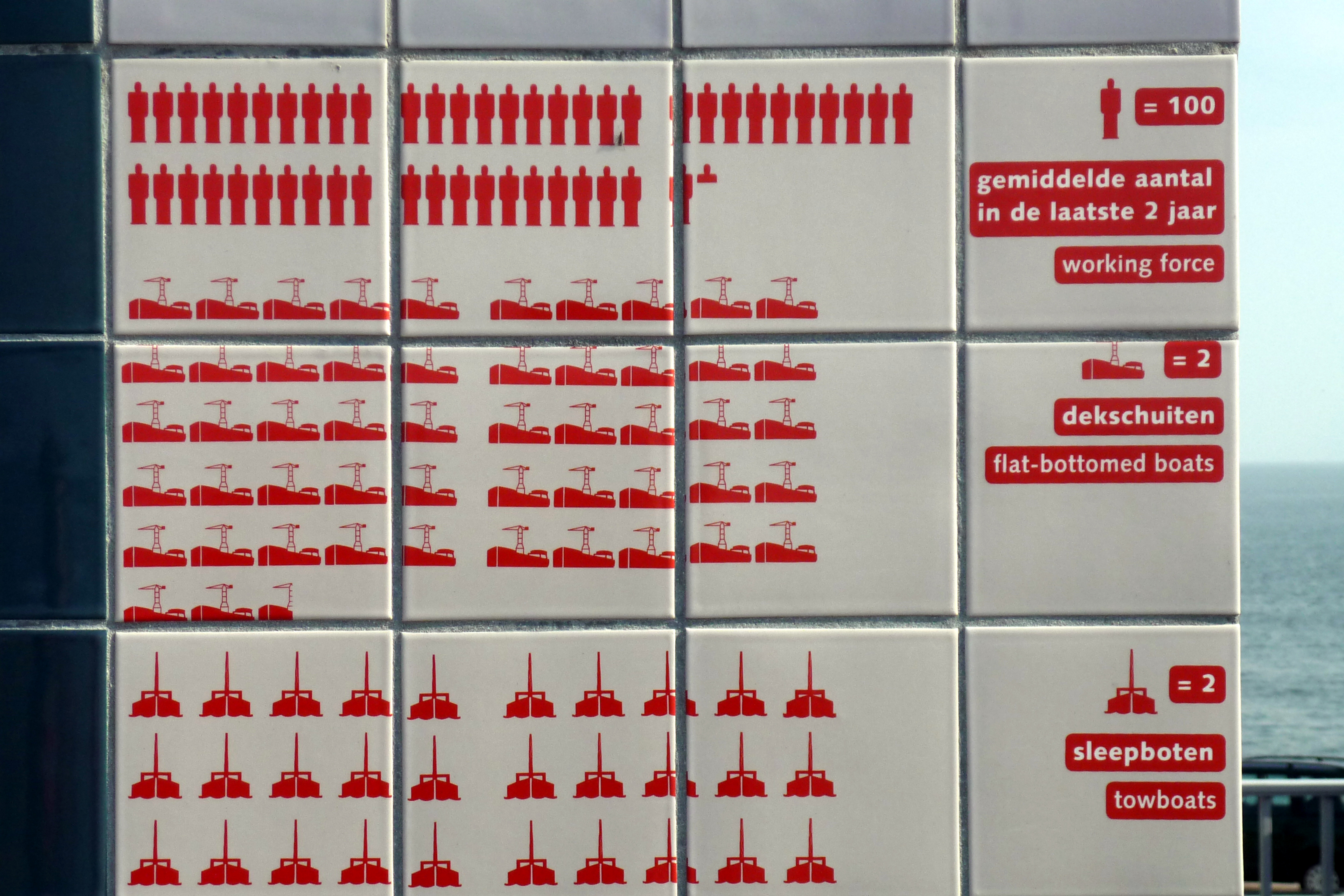
Isotype op een tegelmuur aan de Afsluitdijk

Getallen en woorden in statistieken worden in deze methode verduidelijkt door middel van plaatjes: 10.000 auto’s worden in de statistiek aangegeven door 1 symbool voor een auto, en 50.000 auto's door 5 keer hetzelfde symbool.
Neurath had iemand nodig die zijn woorden om kon zetten in heldere, eenvoudige beelden. Hiervoor vond hij de Duitse, sociaal betrokken kunstenaar Gerd Arntz (1900-1988). Deze ontwierp meer dan 4000 symbolen voor de statistiek en optimaliseerde samen met Otto Neurath de ISOTYPE-methode voor de beeldstatistiek. Stuk voor stuk zijn het herkenbare, krachtige en vaak tijdloze symbolen die nu nog steeds gebruikt worden. Pictogrammen voor bijvoorbeeld, verkeersborden en luchthavens.
Na de Oostenrijkse Burgeroorlog in 1934 werd Neurath in Oostenrijk vervolgd vanwege zijn linkse opvattingen. Hij vluchtte naar Nederland. Van april 1934 tot mei 1940 woonde en werkte Otto Neurath in Den Haag en een groot deel van zijn werk met Arntz heeft hij in Den Haag gedaan. Na de Duitse inval vluchtte hij op 14 mei, de nacht voor de Nederlandse overgave, met zijn assistente en verloofde, Marie Reidemeister, met de Zeemanshoop naar Engeland. Na een nacht op zee in de overvolle, open boot werden ze opgepikt door een Engelse torpedobootjager en naar Dover gebracht. Na aankomst in Engeland werden beide geïnterneerd tot februari 1941. Ze trouwden in Londen in 1941 en richtten het Isotype Institute op.
Otto Neurath overleed op 22 december 1945 in zijn woonplaats Oxford.
Gerd Arntz heeft nog tot 1965 voor diverse instellingen informatie verhelderd volgens de ISOTYPE methode in tijdschriften, kranten en publicaties.

## Publicaties (onder andere)
- Philosophical Papers 1913-1946 (red. R.S.Cohen & M.Neurath), uitg. D.Reidel, Dordrecht (1983)